# Messara-Ebene

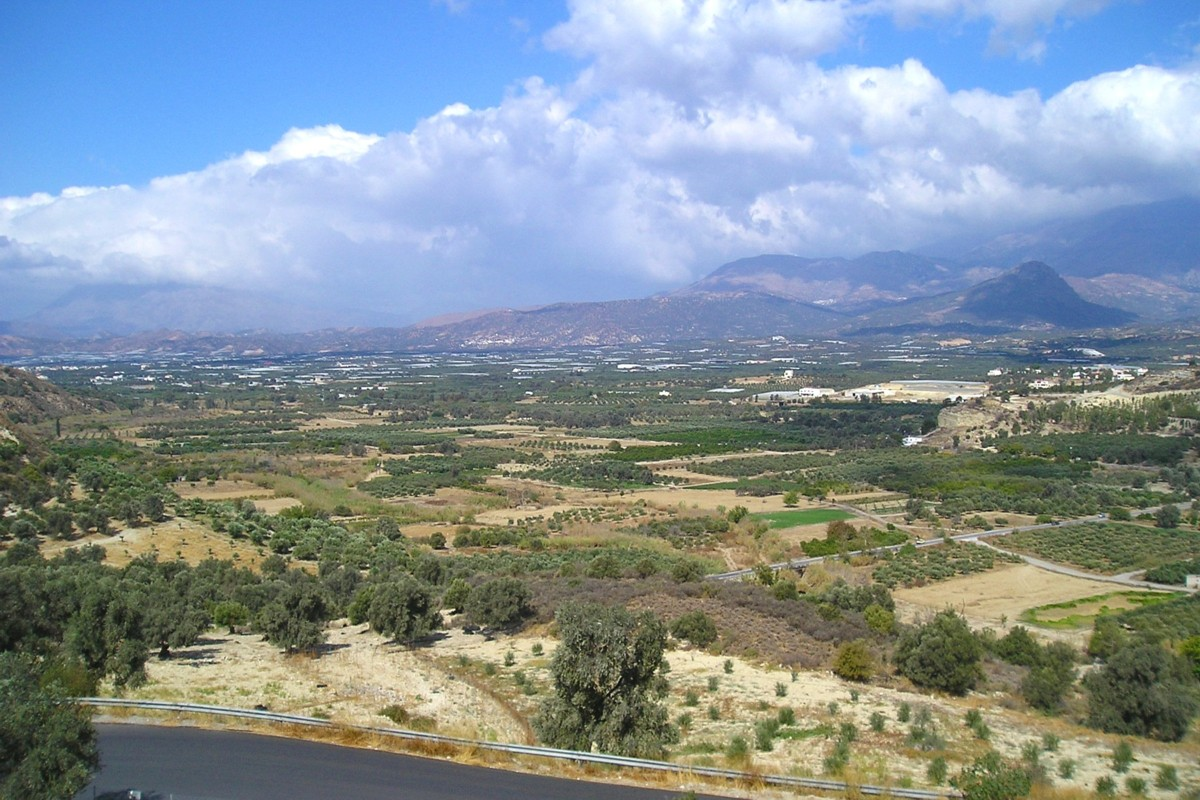
Blick über die Ebene nach Norden zum Ida-Gebirge

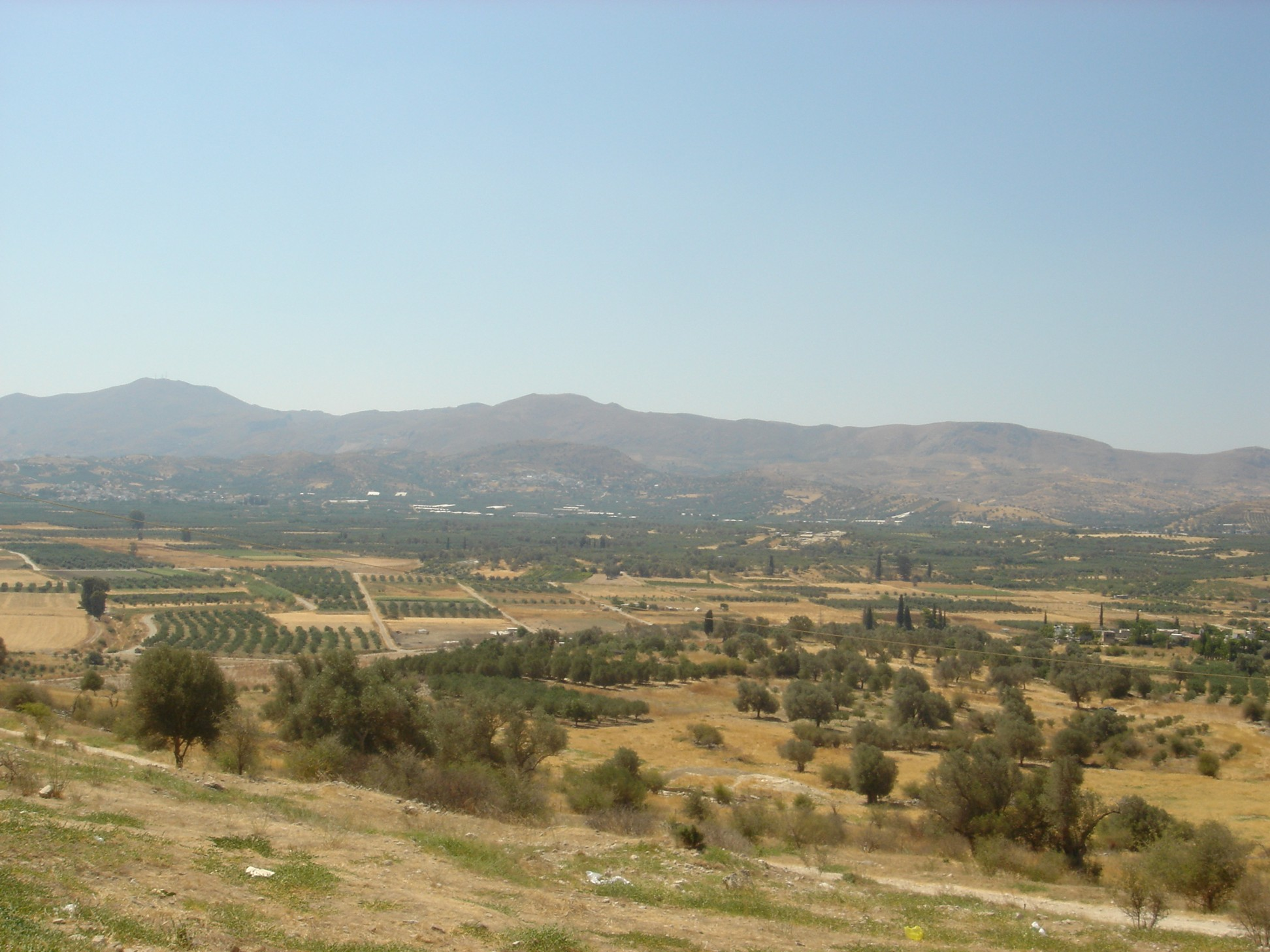
Blick von Phaistos auf die Messara-Ebene

Die Messara-Ebene (griechisch Πεδιάδα Μεσαράς (f. sg.)) ist eine Tiefebene im Süden der griechischen Insel Kreta. Sie liegt überwiegend gut 45 Kilometer südlich der Hauptstadt Iraklio im gleichnamigen Regionalbezirk. Die größten Orte sind Mires (etwa 6500 Einwohner) und Tymbaki (etwa 5700 Einwohner). Nahe der beiden Kleinstädte befinden sich die historischen Ausgrabungsstätten von Gortyn und Phaistos.
Eine Ebene in ähnlicher Lage auf der Insel Zypern führt den gleichen Namen in der Form Mesaoria.

## Lage und Größe
Im Nordwesten der Messara-Ebene liegt das Ida-Gebirge, das bis zu einer Höhe von 2456 Metern aufragt. Im Süden wird die Ebene durch das bis zu 1231 Meter hohe Asterousia-Gebirge vom Libyschen Meer getrennt. Im Westen läuft die Ebene in der Bucht von Messara aus. 
Die Ebene ist fast 50 Kilometer lang, bis zu acht Kilometer breit und hat eine Fläche von über 150 km². Sie fällt von einer Höhe von 250 Meter im Osten zur Bucht von Messara im Westen hin ab.

## Wirtschaft
Durch die fruchtbare Ebene fließt der Fluss Geropotamos, der das Wasser für zahlreiche Anbauflächen liefert, so dass in diesem regenarmen Gebiet intensive Landwirtschaft möglich ist.
Hauptsächlich lebt die Region vom Olivenanbau. Die Bewässerung der Bäume wird durch lokale Brunnen sichergestellt. In der Ebene am Rande des Flusses werden (meist in Treibhäusern bzw. auf künstlich bewässerten Flächen) Gemüse und andere Feldfrüchte angebaut. Die Ränder der Ebene sind im Vergleich zu anderen trockeneren Regionen Kretas recht dicht besiedelt.

Kloster Panagia Kaliviani
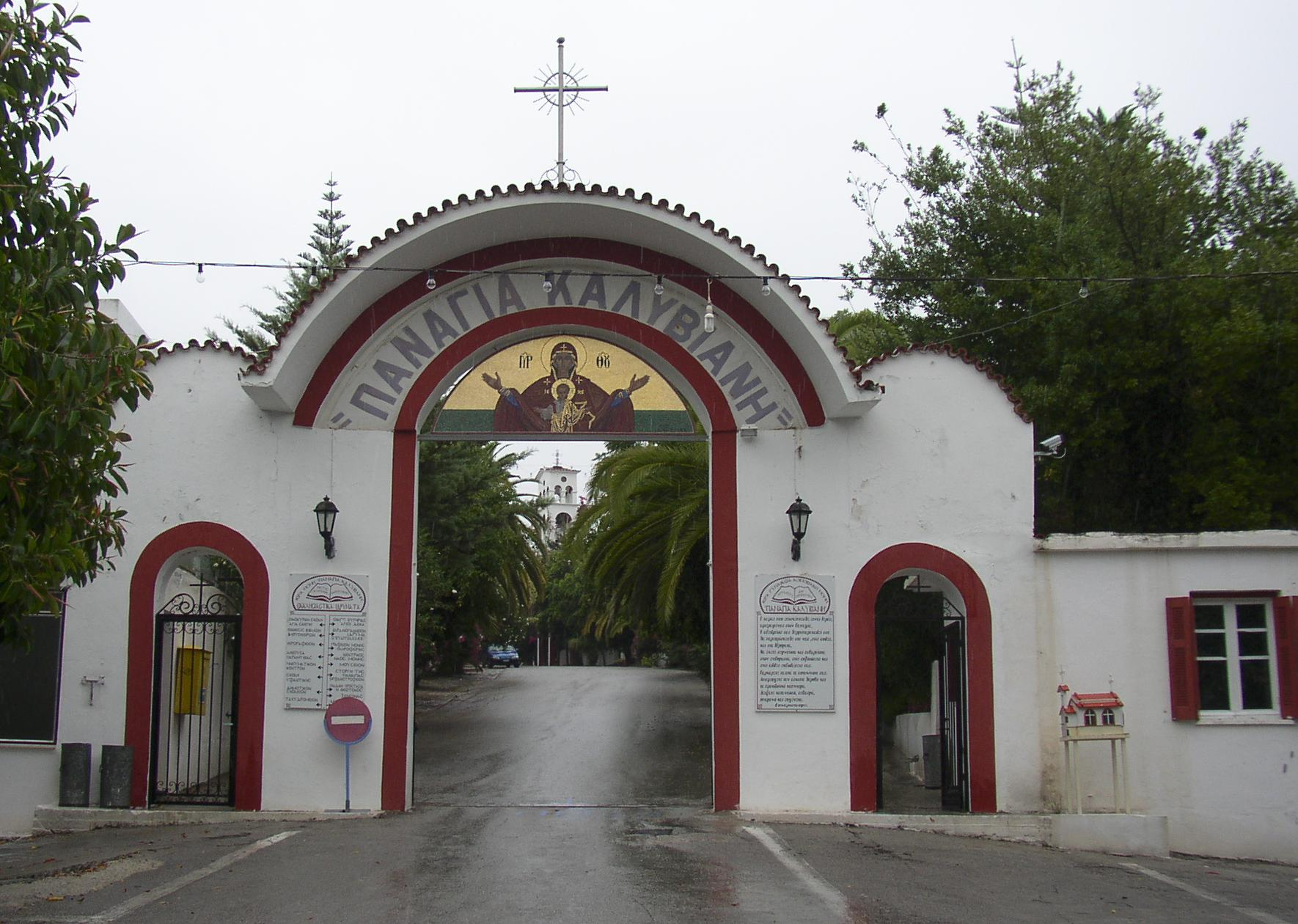
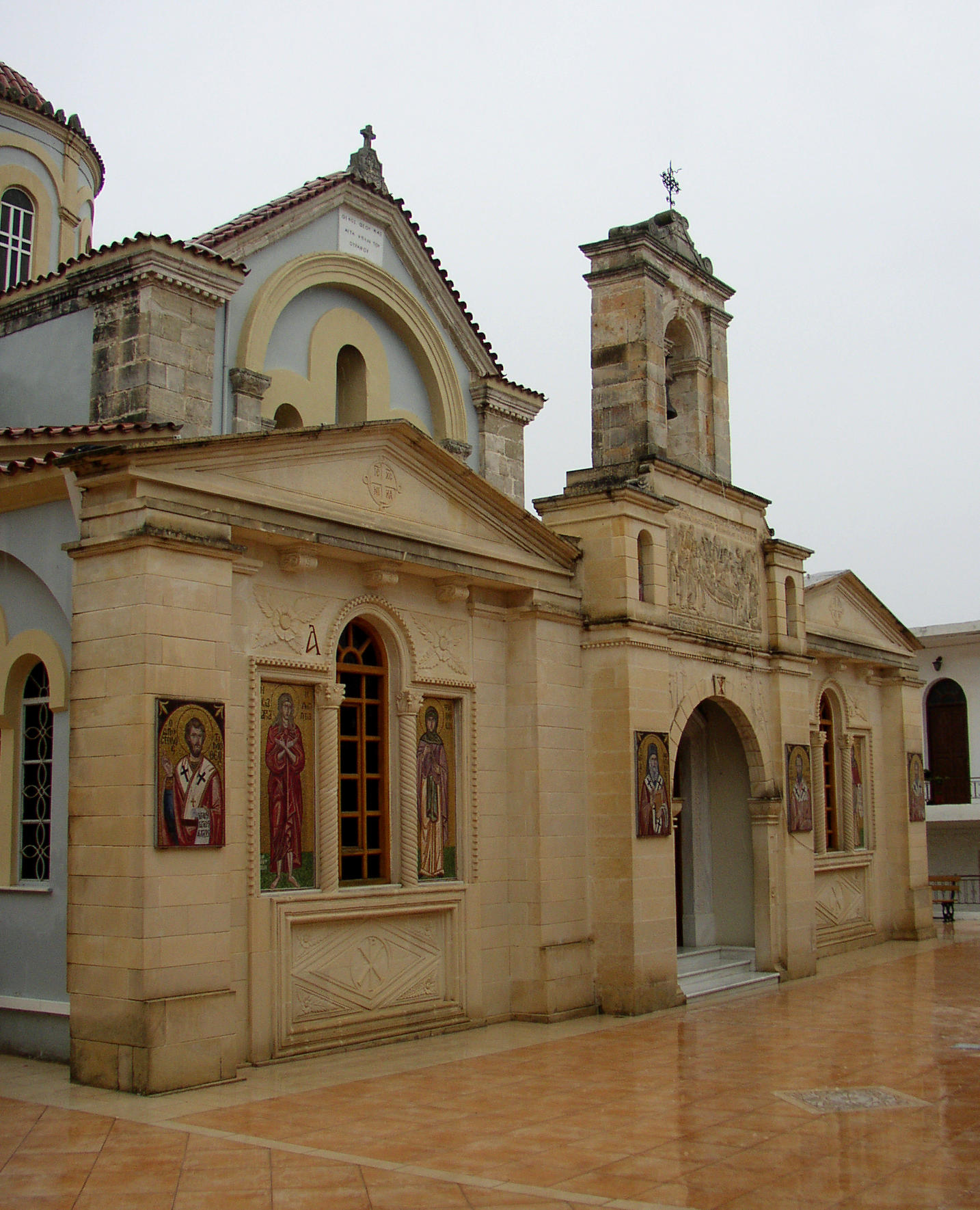